# Gare de Gausel
La gare de Gausel   est une gare ferroviaire de la ligne de Jær située à Stavanger (Norvège), dans le quartier de Gausel.

## Situation ferroviaire
La gare se situe à 9 km de Stavanger. 

## Histoire
La halte ferroviaire fut construite en raison du doublement de la ligne entre Stavanger et Sandnes et fut ouverte en 2009.
Il y eut, jusqu'en 1964, une halte ferroviaire du même nom située au même endroit.

## Service des voyageurs

### Accueil
La gare n'a ni salle d'attente, ni guichet mais une aubette et un automate. Il y a un parking de 50 places et un parc à vélo couvert.

### Desserte
Gausel est desservi par des trains locaux en direction d'Egersund et de Stavanger.

### Intermodalité
Il existe une correspondance de bus entre la gare et le quartier de Forus aux heures de pointe le matin et l'après-midi.